# Wonchi (vulcão)
O Wonchi é um vulcão localizado a 98 km a oeste de Adis Abeba, a capital da Etiópia; e a distâncias iguais das cidades de Ambo e Woliso. Com 3 450 metros de altitude, ele é o mais alto vulcão do país. Sua caldeira vulcânica mede 4 por 4,8 km; e contém o Lago Wonchi, a cerca de 450 metros abaixo da borda da caldeira. Estudos sobre essa caldeira não foram concluídos; achados iniciais parecem sugerir que o lago poderia ter mais de 400 m de profundidade.
Além do lago, a caldeira possui cachoeiras, fontes termais, vales e outras formações geológicas. O lago possui duas ilhas, uma delas abrigando um antigo monastério de nome Cherkos. A indústria turística local vem crescendo rapidamente, em especial após a construção de uma estrada conectando Ambo e Woliso.